# Équipe de Roumanie féminine de football

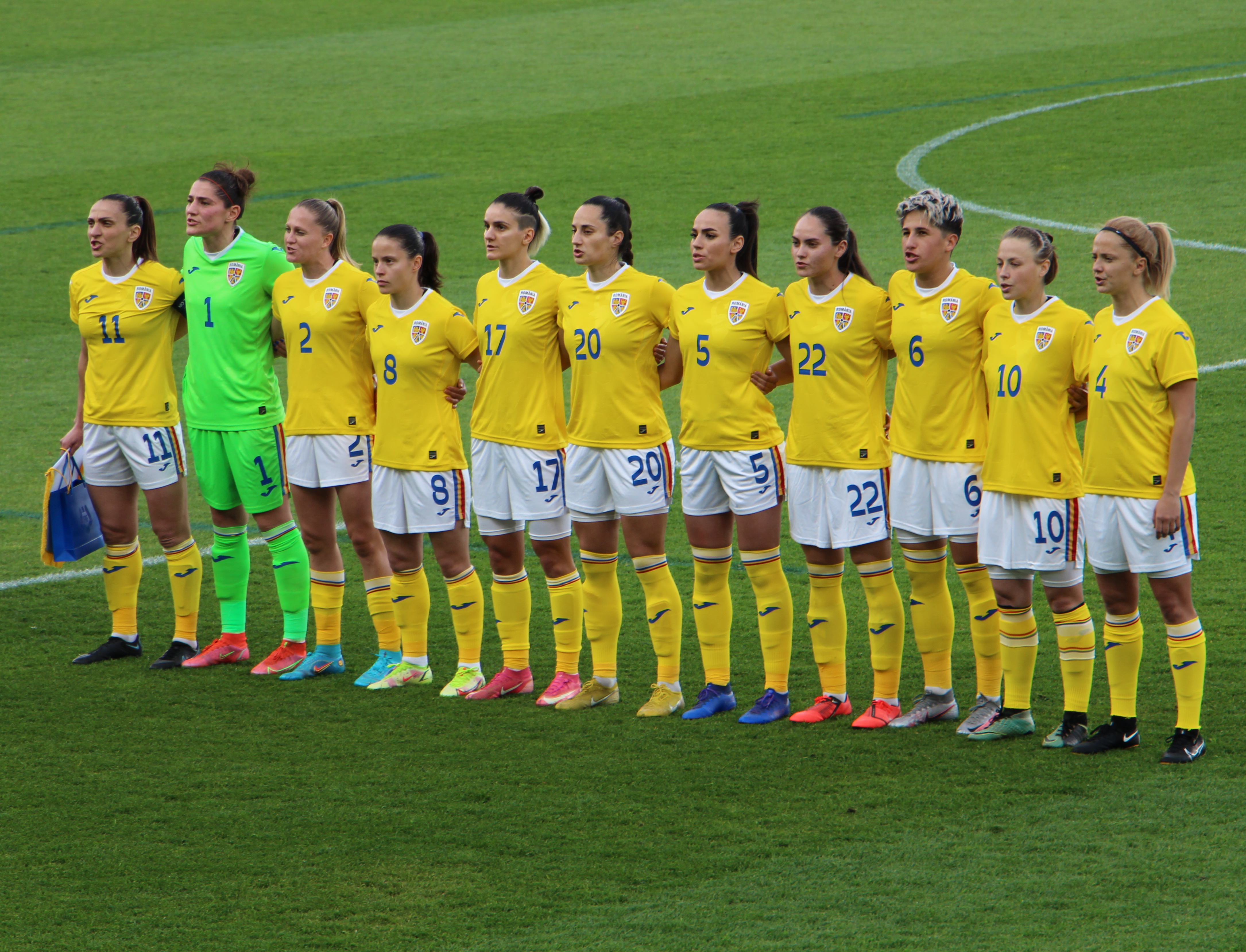
Équipe de Roumanie féminine de football

Cet article traite de l'équipe féminine. Pour l'équipe masculine, voir Équipe de Roumanie de football.
L'équipe de Roumanie féminine de football est constituée par une sélection des meilleures joueuses roumaines sous l'égide de la Fédération de Roumanie de football.

## Classement FIFA
| Année              | 2003 | 2004 | 2005 | 2006 | 2007 | 2008 | 2009 | 2010 | 2011 | 2012 | 2013 | 2014 | 2015 | 2016 | 2017 | 2018 | 2019 | 2020 | 2021 | 2022 | 2023 |
| ------------------ | ---- | ---- | ---- | ---- | ---- | ---- | ---- | ---- | ---- | ---- | ---- | ---- | ---- | ---- | ---- | ---- | ---- | ---- | ---- | ---- | ---- |
| Classement mondial | 33   | 33   | 33   | 34   | 37   | 36   | 36   | 37   | 36   | 35   | 35   | 38   | 39   | 37   | 39   | 41   | 43   | 42   | 42   | 40   | 45   |

## Articles liés
- Genèse du football féminin.